# Microsoft SharePoint Workspace
Microsoft SharePoint Workspace, voorheen Microsoft Office Groove 2007, is een computerprogramma voor samenwerking dat teams in staat stelt om informatie te delen en om gezamenlijk projectactiviteiten te ontplooien, die variëren van het gezamenlijk werken aan eenvoudige documenten tot aan het vervaardigen van aangepaste oplossingen die kunnen worden geïntegreerd in zakelijke processen. Microsoft heeft Groove Networks en daarmee het product Groove overgenomen en de oprichter van Groove, Ray Ozzie, benoemd tot Chief Technology Officer.
Teams die Microsoft Office Groove 2007 voor hun werkzaamheden gebruiken, maken gebruik van virtuele werkruimten voor samenwerking waarin alle teamleden, hulpmiddelen en informatie kunnen worden bijeengebracht. Microsoft Office Groove 2007-werkruimten voorzien teams op een automatische en efficiënte wijze van actuele projectinformatie en stellen teams in staat om waar dan ook, wanneer dan ook en met wie dan ook te werken. Teams zijn hierdoor minder tijd kwijt aan het coördineren van werkzaamheden, zodat er meer tijd aan de werkzaamheden zelf kan worden besteed. 
Per 2013 zit de software niet meer in het standaardpakket van Office; het is vervangen door OneDrive for Business. 